# Moeketsi Majoro

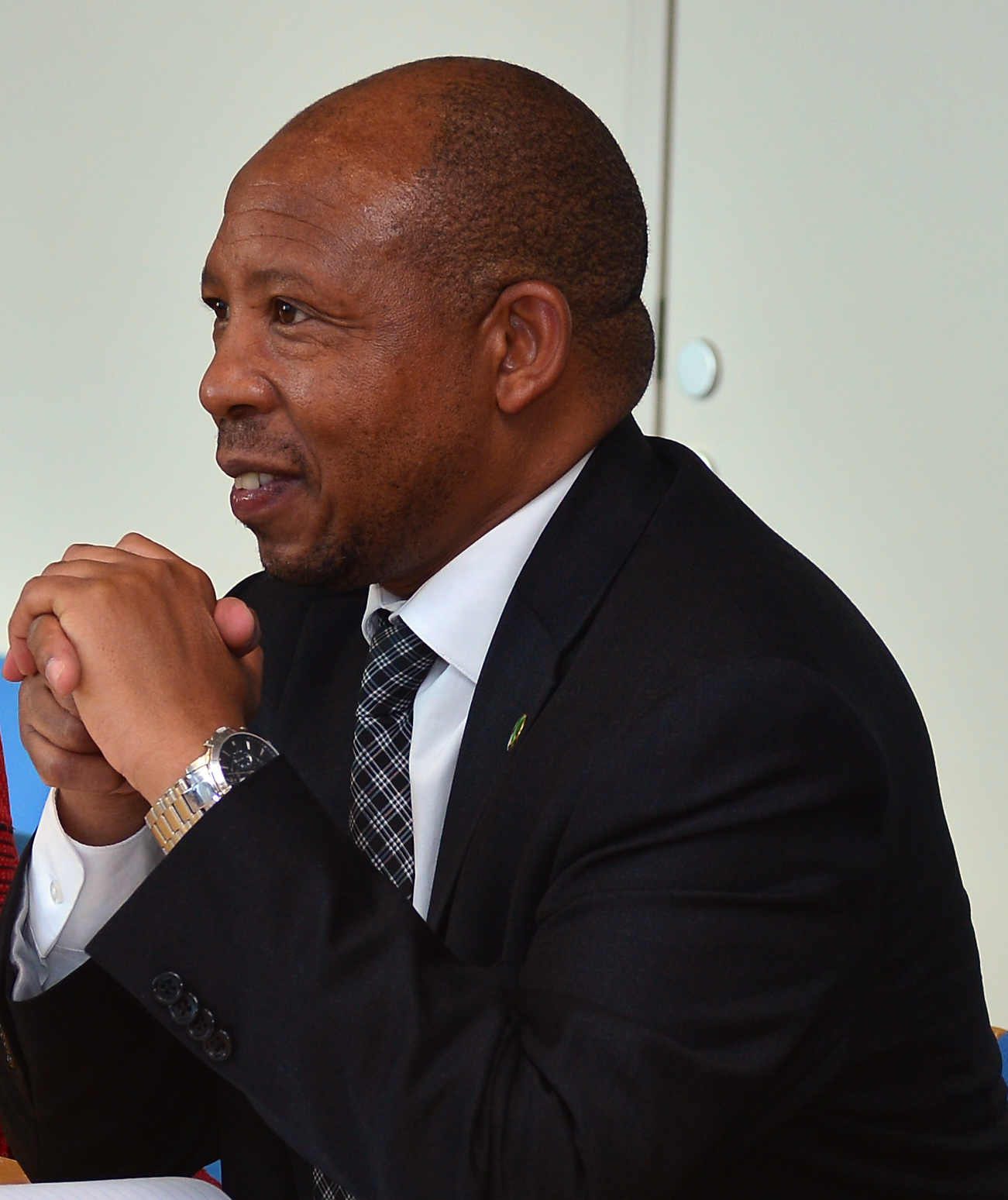
Moeketsi Majoro (2013)

Moeketsi Majoro (* 3. November 1961 in Tsikoane, Basutoland) ist ein Politiker aus Lesotho (All Basotho Convention, ABC). Von 2020 bis 2022 war er Premierminister seines Landes. Von 2017 bis 2020 amtierte er als Finanzminister.

## Leben
Majoro wurde im Distrikt Leribe geboren. Er erwarb einen Bachelor of Arts in Wirtschaftswissenschaften an der National University of Lesotho (NUL), einen Master of Arts in Agricultural Economics (etwa: „Agrarökonomie“) an der Washington State University und wurde schließlich an derselben Universität in Natural Resource Economics (etwa: „Ressourcenökonomie“) promoviert.
Von 1991 bis 2000 arbeitete er als Lecturer für Wirtschaftswissenschaften an der NUL. Anschließend war er vier Jahre lang Steueranalyst. Im November 2003 wurde er zum Principal Secretary im lesothischen Finanzministerium ernannt, vier Jahre später wurde er Stellvertretender Exekutivdirektor und 2010 Exekutivdirektor der Afrika-Abteilung des Internationalen Währungsfonds. 2013 erhielt er die Position des Minister for Development Planning im Kabinett Thabane I, die er nach dem Machtwechsel 2015 wieder verlor. Nachdem Thabane die Wahl 2017 abermals gewonnen hatte, wurde Majoro Finanzminister im Kabinett Thabane II.
Am 22. März 2020 wurde Majoro von der ABC-Fraktion in der Nationalversammlung mit 26 von 51 Stimmen zum Nachfolgekandidaten Thabanes gewählt. Der bisher in der Opposition stehende Democratic Congress und der Koalitionspartner der ABC Basotho National Party sicherten ihre Beteiligung an einer Koalition unter Majoro zu. Thabane hatte zuvor mehrmals das Parlament schließen lassen, um ein Misstrauensvotum zu verhindern. Neben großen Teilen der ABC sowie dem DC hatten sich weitere Parteien dazu bekannt, unter Majoro eine Regierung bilden zu wollen. Am 18. Mai erhielt er von König Letsie III. die Vollmacht, als Premierminister zu amtieren. Am 20. Mai trat er schließlich sein Amt an.
Am 21. Mai wurde das Kabinett Majoro vereidigt. Majoros Stellvertreter wurde Mathibeli Mokhothu (DC). Dem Kabinett gehören ABC- und DC-Politiker sowie die Vorsitzenden von vier weiteren Parteien an, die den Machtwechsel unterstützt hatten.
Majoro ist verheiratet und hat zwei Kinder.